# 1960年夏季残疾人奥林匹克运动会法国代表团
1960年夏季残疾人奥林匹克运动会法国代表团是法国派出的1960年夏季残疾人奥林匹克运动会代表团。获得3枚金牌、3枚银牌和1枚铜牌。